# Because I Hate Korea
Because I Hate Korea (en hangul, 한국이 싫어서; romanización revisada, Hanguki sileoseo) es una película surcoreana escrita y dirigida por Jang Kun-jae, y protagonizada por Go Ah-sung y Joo Jong-hyuk. Se estrenó el 4 de octubre de 2023 en el 28.o Festival Internacional de Cine de Busan. Su estreno en sala está previsto para el mes de agosto de 2024.

## Sinopsis
Gye-na, una joven de veintitantos años, detesta su anónimo trabajo de oficina, en el que se exige eficiencia junto con el requisito de hacer la vista gorda ante una licitación amañada. Lo mejor que Gye-na puede decir de su novio de siete años, Ji-myoung, es que es «educado y modesto». Tampoco soporta el frío invierno coreano ni las presiones de su madre. De repente, un día deja atrás su trabajo, su familia y su novio y se va sola  a Nueva Zelanda en busca de su propia felicidad.

## Reparto
- Go Ah-sung como Gye-na.[4]
- Joo Jong-hyuk como Jae-in, compañero de clase y amigo de Gye-na en la escuela de estudios en el extranjero.[5]
- Kim Woo-kyun como Ji-myoung, el novio de siempre de Gye-na.[6]
- Oh Min-ae como Min-ae.[7]
- Bang Jae-min como Hyeong-seo, el primer novio de Gye-na en Nueva Zelanda.[8]
- Kim Ji-young como Kim Tae-eun, la directora del centro de estudios en el extranjero, que ayuda a Gye-na a ambientarse en el nuevo país. Es la esposa de Cha Sang-woo y la madre de Ha-jun.[9]
- Morgan Oey.
- Lee Sang-hee.
- Park Seong-il.
- Park Seung-hyun.
- Trae Te Wiki.

## Producción
Because I Hate Korea está producida por Mocushura en asociación con Cinematic Moment, Indiestory y Sidus, y la compañía distribuidora para Corea del Sur es NK Contents.
La película está basada en la novela homónima de Jang Kang-myeong, que obtuvo gran eco en su país por el modo en que muestra la desesperación e infelicidad de las generaciones más jóvenes. El guionista y director es Jang Kun-jae, que dirigió también la serie Monstrous (TVING, 2022) y las películas 잠 못 드는 밤 (Noche de insomnio, 2013) y 한여름의 판타지아 (Fantasía de verano, 2015). Para Jang, la película «es la historia de Gye-na escapando de cierta soga que la ataba. Ni la película ni yo hemos llegado aún a una conclusión sobre cuál es el propósito de la fuga o dónde está el destino. Es simplemente un proceso en el que Gye-na establece relaciones con otros y siente cambios en ella misma poco a poco en el proceso de escape».
El director Jang presentó el proyecto de adaptación cinematográfica en el Asian Project Market del Festival Internacional de Cine de Busan en 2016, un año después de la publicación de la novela. Sin embargo, el rodaje se pospuso repetidamente por diversos motivos y se estrenó siete años después.
El rodaje comenzó en Corea el 29 de julio de 2022. La producción sufrió un retraso a causa de la pandemia de Covid-19, y continuó en Nueva Zelanda en enero de 2023. En agosto seguía aún el rodaje en dicho país.

## Estreno y recepción
Because I Hate Korea fue seleccionada como película de apertura del 28.o Festival Internacional de Cine de Busan, donde se estrenó el 4 de octubre de 2023. Su estreno en sala estaba previsto para agosto de 2024.

### Crítica
Lee Marshall (ScreeDaily) escribe que esta película «sobre el paso de la infancia a la edad adulta y las tribulaciones de la Generación Z de Corea aborda diligentemente temas como el compromiso romántico, el lugar de la mujer en la sociedad coreana, las tensiones de clase, los McJobs, la "fiebre de la educación" y el peso de las expectativas de los padres. La actuación central, nerviosa e inquieta, de Ko A-sung, 17 años después de su debut adolescente en The Host, de Bong Joon-ho, aporta un lastre dramático a una historia episódica atrapada incómodamente entre la crítica nacional irónica y el orgullo nacional indulgente; una historia que aparentemente ha sido construida a propósito para atraer a la generación perdida y a la deriva que retrata» Para el crítico, «el punto fuerte de la película es la perspectiva feminista naciente, pero aún no declarada, de una joven que quiere cometer sus propios errores, no los que le imponen la sociedad, sus padres, sus empleadores y sus compañeros».
Para James Marsh (South China Morning Post), «la película no está a la altura de su prometedor comienzo y ofrece una serie de viñetas y estereotipos de choque cultural mal concebidos».
Baek Soo-jin (Chosun) consideró la película decepcionante, porque reproduce los mismos temas de la novela sin añadir nada nuevo, y perdiendo además los puntos fuertes de esta, como las contradicciones de la protagonista, que se convierte en el filme en un personaje plano, así como otros detalles como lo absurdo de la empresa donde trabajaba, o cómo la comunidad coreana repite los mismos comportamientos que llevaron a sus miembros a dejar su país. Para Baek, la película ha perdido la nitidez de la novela original.